# Ca l'Escaler
Ca l'Escaler és una casa d'Amer (Selva) inclosa a l'Inventari del Patrimoni Arquitectònic de Catalunya.

## Descripció
Antic edifici situat al costat esquerre del carrer Migdia del qual només resten les parets mestres i part de la façana. Aquesta és de maçoneria de pedra vista (de pedra pissarrenca de tall irregular) i conserva parcialment les antigues porta i finestra. A l'interior hi ha un pati amb petits tancats coberts d'uralita i restes de parets interiors de mig metre d'alçada.
La façana consta d'un portal de grans blocs de pedra sorrenca amb una llinda monolítica gravada amb el nom de RAMON MORER i la data de 1790. A sobre, i fent servir d'ampit la llinda anterior, s'aixeca una antiga finestra feta amb grans blocs allargats de pedra sorrenca i amb llinda monolítica. Per sobre d'aquesta llinda ja no hi ha més restes de paret.

## Història
Casa originaria del segle xviii i amb reformes durant els segles XIX i XX.
La llinda del portal d'entrada té la data de 1790.